# Juncal Rivero
Juncal Rivero (Valladolid, 30 agosto 1966) è una modella, conduttrice televisiva e attrice spagnola, eletta Miss Spagna nel 1984.

## Biografia
Rappresentando Valladolid è stata eletta Miss Spagna il 25 gennaio del 1984 a Palma de Maiorca e l'anno seguente venne eletta Miss Europa. Partecipò a Miss Mondo 1984.
Divenne una modella di fama internazionale, si esibì nelle passerelle da Parigi a New York, fu la presentatrice del programma televisivo Noche de fiesta  e serie televisive come La casa de los líos.
Rivero è stata anche attrice teatrale, lavorò con Arturo Fernández e attrice cinematografica.

## Filmografia
- Segunda Enseñanza, 1986 serie televisiva
- Bomba de relojería, 1998
- La casa de los líos, (1997-1999) serie televisiva
- El súper, 1999 serie televisiva
- Academia de baile Gloria , 2001 serie televisiva